# Z legend dawnego Egiptu
Z legend dawnego Egiptu – nowela Bolesława Prusa opublikowana po raz pierwszy 1 stycznia 1888 r. Była pierwszą nowelą Prusa, w której posługuje się kostiumem historycznym. Fabuła koncentruje się wokół umierającego, starego faraona Ramzesa, który niespodziewanie zdrowieje, i jego następcy, dążącego do reform Horusa, który niespodziewanie umiera.

## Tło współczesne
Inspiracją noweli były losy współczesnych cesarzy niemieckich Wilhelma I oraz jego następcy Fryderyka III. Wilhelm w październiku 1887 r. poważnie zachorował. Przypuszczano, że niedługo tron po nim obejmie jego syn i następca Fryderyk, uważany za polityka o orientacji bardziej postępowej. Wkrótce okazało się jednak, że Fryderyk choruje na nowotwór gardła.
Pod koniec grudnia 1887 r. — według Zygmunta Szweykowskiego — "Prus napisał Z legend dawnego Egiptu, przerzucając temat współczesny w przeszłość. Prus musiał uznać ten zabieg za konieczność, aby w pełni dopowiedzieć to, co w rzeczywistości nie było jeszcze zakończone, uniknąć posmaku sensacji i uzyskać perspektywy uogólniające fakt jednostkowy na całość życia ludzkiego; atmosfera legendowa szczególnie temu sprzyjała".
"Uśmiercając Horusa, gdy książę Fryderyk jeszcze żył" — pisze dalej Szweykowski — "Prus uprzedził wypadki, ale pomylił się tylko w szczegółach, nie zaś w istocie zagadnienia, które miało udokumentować ideę, że 'marne są ludzkie nadzieje wobec porządku świata'. Fryderyk wstąpił wprawdzie na tron (jako Fryderyk III) w marcu następnego roku (cesarz Wilhelm I zmarł 9 marca 1888 r.) i na czas krótki wydawało się, że w Niemczech (a więc pośrednio i w Europie) nastanie nowa era".
Jednakże Fryderyk przeżył ojca tylko o 99 dni, umierając w Poczdamie 15 czerwca 1888 r. i  pozostawiając tron Niemiec swemu synowi Wilhelmowi II.
Według Szweykowskiego, "bezpośredni kontakt noweli z wydarzeniami politycznymi ówczesnych Niemiec otwiera niewątpliwie nowe sugestie dla genezy Faraona".